# Мезеново
Ме́зеново (біл. Мезенава) — село (веска) в складі Оршанського району розташоване в Вітебської області Білорусі. Село підпорядковане Зубревицькій сільській раді.
Веска Мезеново розташована на півночі Білорусі, у південній частині Вітебської області.